# شون ميلر (ملاكم)
شون ميلر (بالإنجليزية: Shawn Miller)‏ (23 مارس 1982 بتروي في الولايات المتحدة - ) هو ملاكم أمريكي.

## روابط خارجية
- شون ميلر على موقع بوكس ريك (الإنجليزية) (registration required)